# Albert-Riverview
Pour les articles homonymes, voir Albert.
Circonscription électorale provinciale du Canada
Albert-Riverview (auparant Albert) est une circonscription électorale provinciale du Nouveau-Brunswick, au Canada. Elle est représentée à l'Assemblée législative depuis 1974.
La circonscription est renommée Albert-Riverview en 2023.

## Géographie
La circonscription comprend :
- Une partie de la ville de Riverview
- Les villages de Salisbury, Alma, Riverside-Albert, Hopewell Cape, Harvey et Hillsborough
- Les communautés de Lower Cloverdale, Stoney Creek, Pine Glen, Dawson Settlement, Weldon, Edgetts Landing, Albert Mines, Shepody, Hopewell Hill, Rosevale, Caledonia Mountain, Beaver Brook, New Horton, Waterside, Hebron, Baltimore, Upper Cloverdale, Parkindale, Berryton, Turtle Creek et Elgin
- Le cap Enragé
- Le parc national de Fundy

## Liste des députés
| Législature                                       | Années      | Député          | Député           | Parti                     |
| ------------------------------------------------- | ----------- | --------------- | ---------------- | ------------------------- |
| Albert Circonscription issue d'Albert (1846-1973) |             |                 |                  |                           |
| 48e                                               | 1974-1978   |                 | Malcolm MacLeod  | Progressiste-conservateur |
| 49e                                               | 1978-1982   |                 | Malcolm MacLeod  | Progressiste-conservateur |
| 50e                                               | 1982-1987   |                 | Malcolm MacLeod  | Progressiste-conservateur |
| 51e                                               | 1987-1991   |                 | Harold A. Terris | Libéral                   |
| 52e                                               | 1991-1995   |                 | Beverly Brine    | Confédération des Régions |
| 53e                                               | 1995-1999   |                 | Harry Doyle      | Libéral                   |
| 54e                                               | 1999-2003   |                 | Wayne Steeves    | Progressiste-conservateur |
| 55e                                               | 2003-2006   |                 | Wayne Steeves    | Progressiste-conservateur |
| 56e                                               | 2006-2010   |                 | Wayne Steeves    | Progressiste-conservateur |
| 57e                                               | 2010-2014   |                 | Wayne Steeves    | Progressiste-conservateur |
| 58e                                               | 2014-2018   | Brian Keirstead |                  | Progressiste-conservateur |
| 59e                                               | 2018-2020   | Mike Holland    |                  | Progressiste-conservateur |
| 60e                                               | 2020-2024   | Mike Holland    |                  | Progressiste-conservateur |
| Albert-Riverview                                  |             |                 |                  |                           |
| 61e                                               | 2024-actuel |                 | Sherry Wilson    | Progressiste-conservateur |